# Barry McKimm
Barry McKimm (Melbourne, 1941) is een Australische componist, dirigent en trompettist.

## Levensloop
McKimm werd als trompettist bekend vanaf 1958 door jazzmuziek en hij werkte in verschillende theaterorkesten. In 1968 werd hij trompettist bij het Melbourne Symphony Orchestra (MSO). Zijn eerste zelf geschreven werken waren meestal voor jazzmuziek in geïmproviseerde vorm. Vanaf 1970 componeerde hij werken in exact genoteerde vormen voor collega's en verschillende groepen uit het orkest. In 1983 volgde het eerste grote werk voor brassband, het symfonisch gedicht Ash Wednesday, dat geselecteerd werk voor de Nationale brassband kampioenschappen in 1985 en 1988. 
Hij ontving talrijke prijzen en onderscheidingen voor zijn composities zoals "The Dorian Le Gallienne Award" (1978), de prijs van de "Clarinet and Saxophone Society of Victoria" (1984), de "ANA Composition Award" (1985) en de "AMC Award for Most Distinguished Contribution to the Presentation of Australian Music in Victoria" (1988). 
Na zijn in rust stelling van het Melbourne Symphony Orchestra in 1997 werd hij dirigent van de Eltham Concert Band en bleef in deze functie tot 1998. In deze periode begon hij een aantal werken te schrijven voor solisten, koren en (harmonie)orkesten. 

## Composities

### Werken voor orkest
- 1976 Sonate, voor trompet en orkest (ook voor trompet en orgel)
- 1980 Concert, voor viool en orkest
- 1983 Concert, voor piccolo en orkest (ook voor piccolo en piano) 
  1. Andante arioso - Allegro vivace
  2. Air[1]
  3. Allegro giusto
- 1997 Andante tranquillo, voor altviool en orkest
- Love in the garden, voor orkest

### Werken voor harmonieorkest en brassband
- 1983 Ash Wednesday, symfonisch gedicht voor brassband (verplicht werk bij de Nationale Brassbandkampioenschappen 1985 en 1988)
- 1983 Concert, voor tuba (solo) en harmonieorkest (ook voor tuba en piano 1985)
  1. Andante rubato - Andante sostenuto
  2. Adagio
  3. Vigoroso, Moderato, Allegro
- 1986 Ash Wednesday, symfonisch gedicht voor harmonieorkest
- 1988 Song of swans, voor harmonieorkest
- 1991 Firefighters march, voor harmonieorkest
- 1995 Concert, voor trompet en brassband (ook voor trompet en piano)
- 1996 Coal River, voor brassband
- 1996 Blue sky, fair weather - Eltham College overture, voor harmonieorkest
- 2011 Lamentations on Black Saturday, symfonie voor tenor solo, mannenkoor en brassband - tekst: Jordie Albiston - ter herinnering aan de Zwarte zaterdag bosbrand op 7 februari 2009 in de Australische deelstaat Victoria
  1. Ah, look how the township sits solitary that was so full of people
  2. Ah, today you are bringing your baskets
  3. Alas! we are the people that have seen the fire
  4. ah / how is the green become dim / how is the most fine green extinguished
  5. consider and behold our loss
- 2012 Concert, voor kornet en brassband - première: 4 juli 2012 in het Wesley College, St Kilda Road, Melbourne tijdens het 5e "National Australia Brass Festival"
- Paraskevoula, voor harmonieorkest

### Vocale muziek

#### Werken voor koor
- 1985 Four poems of John Shaw Neilson, voor gemengd koor en harp
  1. Heart of spring
  2. Along a river
  3. The walking of the moon woman
  4. O yellow yellow sweet
- 1988 And the blacks are gone, voor sopraan, tenor, gemengd koor en harmonieorkest (of brassband)
- 1988 Ballad of the drover, voor sopraan, tenor, gemengd koor en harmonieorkest (of brassband)
- 1988 Boxing Day picnic at Mordialloc, voor gemengd koor
- 1988 Buying land, voor gemengd koor
- 1988 Dandenong, koraalsuite in tien secties voor gemengd koor, harmonieorkest en brassband
- 1988 Dreamtime, voor gemengd koor
- 1988 Farmer, voor gemengd koor
- 1988 In the city Komninos, voor gemengd koor
- 1988 Scherzo, voor gemengd koor
- 1988 Who can you blame, voor gemengd koor
- 2006 O Yellow Yellow Sweet, voor meisjeskoor en kamerorkest - tekst: John Shaw Neilson

### Kamermuziek
- 1967 Monotony, voor 8 trompetten
- 1968 Trio I, voor dwarsfluit, altviool en piano
- 1974 Koperkwintet
- 1975 Strijktrio
- 1979 Concert, voor twee altviolen, strijkers en piano
- 1981 Rhapsody, voor trombone en piano
- 1981 Sextet, voor basklarinet, piano en strijkkwartet
- 1982 Serenade for tubas, voor 4 eufonia en 4 tuba's
- 1982 Irish tune from County Derry, voor 4 eufonia en 4 tuba's
- 1983 Concert overture, voor koperkwintet
- 1983 Concert piece, voor altviool en piano
- 1983 Concert piece - Running, jumping & standing still, voor dwarsfluit en piano
- 1984 Nocturne, voor 4 klarinetten, sopraan-, alt-, tenor- en baritonsaxofoon
- 1984 Trombonekwartet (alt-, 2 tenor- en bastrombone)
- 1986 Flight of the Shearwaters, voor kornet, bugel, bariton, eufonium, trombone en slagwerk
- 1997 Andante tranquillo, voor altviool en piano
- 1997 Andante tranquillo, voor tuba (of eufonium) en piano
- 2000 Euphonium Concerto, voor eufonium en piano[2]
- 2004 Sonatina, voor hoorn, trombone, tuba en orgel
- 2007 Amoroso, and Parody, voor trombone solo
- 2007 Azure, voor tuba en 2 slagwerkers
- 2008 Double flute concerto, voor twee dwarsfluiten en piano
- 2009 Sonate, voor tuba en piano
- Jazz Trio, voor trompet, contrabas en piano
- Sonate, voor trompet en orgel
- The Rose, The Thistle & The Shamrock, voor groot koperensemble
- Trompetkwartet